# Hylaeus globuliferus
Espèce
Hylaeus globuliferus est une espèce d'abeilles plâtrières appartenant à la famille des Colletidae et au genre Hylaeus. On la trouve en Australie. Elle butine notamment les fleurs d'Adenanthos cygnorum et de Banksia attenuata.